# 布拉克尔 (北莱茵-威斯特法伦州)
布拉克尔（德語：Brakel，發音：[ˈbʁaːkl̩] ⓘ）是德国北莱茵-威斯特法伦州代特莫尔德行政区赫克斯特县的城市，面积173.92平方千米，人口为人。